# Capitan Atom
Capitan Atom è un personaggio dei fumetti creato da Joe Gill e dal disegnatore Steve Ditko, che ha esordito in Space Adventures n. 33 del marzo 1960, edito dalla Charlton Comics è in seguito acquisito dalla DC Comics, che lo ha aggiornato per la continuity post-Crisi. Nel corso degli anni, il personaggio è comparso in diverse serie eponime ed è diventato un membro della Justice League.
Alan Moore voleva usarlo come personaggio per la serie Watchmen, ma quando la DC decise di integrarlo nell'universo classico, decise di creare un nuovo personaggio dalle origini simili: il Dottor Manhattan.

## Biografia del personaggio
In entrambe le incarnazioni, il personaggio è stato un ufficiale militare - lo scienziato Allen Adam nella versione Charlton e il pilota dell'Air Force Nathaniel Adam nella versione DC - che è stato coinvolto in un esperimento scientifico e “atomizzato”. È riuscito poco dopo a ricomporre il suo corpo e da allora ha scoperto di aver acquisito una forza e una resistenza sovrumane, la capacità di volare e di proiettare fasci di energia.

### Charlton Comics
La versione Charlton Comics di Captain Atom era Allen Adam. L'origine del personaggio vede Adam lavorare come tecnico in uno speciale razzo sperimentale quando è stato lanciato accidentalmente con lui intrappolato all'interno. Adam è stato atomizzato quando il razzo è esploso mentre entrava nell'atmosfera superiore. Tuttavia, in qualche modo ottenne superpoteri che includevano la capacità di riformare il suo corpo in sicurezza a terra. Indossava un costume rosso e giallo progettato per proteggere le persone dalle radiazioni dei suoi poteri nucleari. Quando attiva i poteri, i suoi capelli diventano bianco-argenteo.
Successivamente, nel suo stesso titolo, ha sostituito il suo costume rosso e oro originale con un vestito di metallo liquido sotto la sua pelle e che si è trasformava ad ogni attivazione dei poteri. Captain Atom è stato pubblicato per la prima volta in una serie di racconti nella serie antologica Space Adventures # 33–40 (marzo 1960 - giugno 1961) e # 42 (ottobre 1961). Charlton iniziò a ristampare le sue brevi avventure nell'antologia Strange Suspense Stories a partire dal numero 75 (giugno 1965), ribattezzando il titolo Captain Atom con il numero 78 (dicembre 1965) e dando all'eroe storie complete e supercriminali antagonisti come il Dr. Spectro (storie precedenti riguardavano missioni anticomuniste della Guerra Fredda o lottare contro alieni).  Capitan Atom in seguito ha collaborato con la supereroina Nightshade, con il quale ha condiviso un'attrazione reciproca.
Captain Atom è stato cancellato con il numero 89 (dicembre 1967). Nel 1975, l'illustrazione incompiuta di Ditko per il numero 90 fu inchiostrata da John Byrne e pubblicata nei primi due numeri della fanzine ufficiale di Charlton, Charlton Bullseye, come "Showdown in Sunuria" di 10 pagine (sceneggiatore: Jon G. Michels) e "Two Against Sunuria" di 11 pagine (sceneggiatore: Roger Stern). Il Capitano Atom è poi apparso nel numero 7 (maggio 1982) del fumetto di vetrina di nuovi talenti chiamato anche Charlton Bullseye, in una storia dello scrittore Benjamin Smith e dell'artista / co-sceneggiatore Dan Reed, che per qualche motivo lo ha riportato al suo rosso originale e vestito giallo. L'ultima apparizione pre-DC del personaggio è stata nel numero one-shot di AC Comics Americomics Special # 1 (agosto 1983), in una storia che unisce gli "Action Heroes" di Charlton, Blue Beetle, Captain Atom, Nightshade e Question come le sentinelle di Giustizia. Quest'ultima storia era stata originariamente scritta per Charlton prima che la società chiudesse.
I veri personaggi della Charlton hanno fatto la loro prima ricomparsa in Crisi sulle Terre Infinite della DC, che ha introdotto la Terra-4 come la realtà nativa del Capitano Atom e il mondo in cui si erano svolte tutte le avventure della Charlton Comics. Alla fine della storia, Terra-4 (e i personaggi Charlton) erano stati incorporati nell'universo DC post-crisi, la sua storia si fondeva con quella della realtà principale. L'ultima apparizione di questo Capitan Atom dell'era Charlton è stata in DC Comics Presents # 90 (febbraio 1986).

### Post Crisi
Nel 1968 il capitano della United States Air Force Nathaniel Christopher Adam fu condannato dalla corte marziale per un crimine che non aveva commesso. Gli furono date due possibilità: la prigione a vita o offrirsi come volontario per un esperimento potenzialmente mortale; se fosse sopravvissuto, gli sarebbe stato concesso il perdono presidenziale. Adam accettò: venne portato nel deserto del Nevada, dove si conducevano esperimenti sulla resistenza all'energia atomica, di una capsula aliena trovata dal governo. Adam venne inserito nella capsula e durante l'esplosione venne considerato deceduto. Non fu così: l'esplosione aveva trasportato Nathaniel nel campo quantico, facendogli fare un salto nel futuro. Arrivato ai giorni nostri, scoprì che il metallo alieno, a causa del balzo quantistico, gli si era attaccato al corpo, dandogli incredibili poteri come il volo, la superforza, l'invulnerabilità e la capacità di lanciare raffiche d'energia.
Divenne un supereroe al servizio del governo, che coniò per lui il nome in codice Capitan Atom e lanciò una campagna pubblicitaria per far credere al popolo che Atom aveva agito fino a quel momento in segreto. Adam ebbe non poche difficoltà a riconciliarsi con la sua famiglia, che lo ha creduto morto per anni: la figlia maggiore Peg non riusciva a capacitarsi di avere un padre di appena 5 anni più grande di lei, mentre il figlio Randall lo aveva creduto un traditore per anni, col tempo però i figli gli si riavvicinarono.
Fu inserito forzatamente nella Justice League International, per tenere informati i suoi superiori delle mosse del gruppo, ma infine si stancò di questo ruolo, diede le dimissioni dalla sua carica ufficiale e divenne un supereroe a tempo pieno, divenendo addirittura il leader della sezione europea della League, la Justice League Europe, a capo di grandi eroi come Flash (Wally West), Power Girl, Animal Man, Metamorpho, Elongated Man e il russo Rocket Red.
Oggi è un riservista della League ed è stato promosso al grado di maggiore dalla United States Air Force.
Spesso il suo ruolo di membro delle forze armate lo obbliga a dover scegliere tra i propri doveri di soldato e la lealtà ai suoi compagni della Justice League. In diverse avventure, presenti in diversi media, laddove la Justice League, in particolare Superman, si sono ritrovati a dover agire contro il governo o contro alcuni suoi alti ufficiali, Capitan Atom ha agito per fermare i compagni, seppur con grande riluttanza. Esempio più rappresentativo è nella serie Superman/Batman, in cui Lex Luthor è riuscito a farsi eleggere Presidente degli Stati Uniti e quindi, complice il fatto che a partire dalla presidenza di quest'ultimo il crimine, le guerre e le crisi economico-sociali sono state in gran parte risolte, Capitan Atom accetta di eseguire gli ordini della Casa Bianca, finendo per questo per mettersi contro l'Uomo d'Acciaio e l'Uomo Pipistrello, che sono gli unici supereroi a non fidarsi di Luthor. Tuttavia, altrettanto spesso, alla fine il Capitano comprende le ragioni degli altri supereroi e passa dalla parte di questi ultimi.
Gli eventi di Kingdom Come avvennero per causa sua: attaccando scelleratamente il Parassita assieme alla squadra di Magog, venne distrutto sprigionando un'esplosione atomica tale da annientare l'intero Kansas. L'irradiazione del Kansas che ne consegue è il motivo del ritorno di Superman.

## Poteri e abilità
Il personaggio è uno degli eroi più potenti dell'universo DC, ha il corpo rivestito di una lega metallica aliena nota come Dilustel che gli conferisce una quasi totale invulnerabilità oltre alla capacità di emettere, assorbire e manipolare ogni tipo di energia o di radiazione (anche quelle della kryptonite o di un sole rosso), indurre esplosioni, volare a velocità superiori a quella del suono nell'atmosfera, superiori a quella della luce nello spazio e una forza che gli permette di tenere testa a supereroi come Shazam, Martian Manhunter e Superman.
Non invecchia e ogni sua ferita (nel caso in cui si riesca a ferirlo) si rimargina; non ha bisogno di nutrirsi, dormire o respirare e può quindi sopravvivere nello spazio. Come una forma di vita a base di energia, i suoi sensi operano su livelli diversi rispetto a una persona normale ed è in grado di percepire i segnali radio e a trasmissioni come quelle dei cellulari o simili; riesce a interfacciarsi telepaticamente con le reti di computer; può anche vedere le particelle che compongono la materia e l'energia, una volta osservò la firma energetica di Flash e disse che le sue molecole sembravano delle scintille. Concentrandosi riesce a viaggiare avanti nel tempo (fino a circa una settimana) anche se il processo è faticoso e il periodo in cui può agire nel futuro è limitato a qualche minuto prima di ritornare al presente. Se assorbe troppa energia in una sola volta avviene il "salto quantico" che lo manda automaticamente avanti o indietro nel tempo a seconda del tipo di energia assorbita.

## Altri media
- Capitan Atom compare in alcuni episodi del cartone animato Justice League Unlimited.
- Capitan Atom compare nella prima e soprattutto nella seconda stagione del cartone animato Young Justice.
- Capitan Atom compare anche nel film d'animazione Justice League: The Flashpoint Paradox.
- Capitan Atom compare nel film d'animazione Superman/Batman: Nemici pubblici.